# 1808
- Wikisource

| Calendário gregoriano                                                        | 1808 MDCCCVIII                      |
| Ab urbe condita                                                              | 2561                                |
| Calendário arménio                                                           | 1257 – 1258                         |
| Calendário bahá'í                                                            | -36 – -35                           |
| Calendário budista                                                           | 2352                                |
| Calendário chinês                                                            | 4504 – 4505 Início a 28 de janeiro  |
| Calendário copta                                                             | 1524 – 1525                         |
| Calendário etíope                                                            | 1800 – 1801                         |
| Calendários hindus - Vikram Samvat - Calendário nacional indiano - Cáli Iuga | 1863 – 1864 1729 – 1730 4908 – 4909 |
| Calendário Holoceno                                                          | 11808                               |
| Calendário islâmico                                                          | 1223 – 1224                         |
| Calendário judaico                                                           | 5568 – 5569                         |
| Calendário persa                                                             | 1186 – 1187 Início a 21 de março    |
| Calendário rúnico                                                            | 2058                                |
| Calendário solar tailandês                                                   | 2351                                |

1808 (MDCCCVIII, na numeração romana) foi um ano bissexto do século XIX do actual Calendário Gregoriano, da Era de Cristo, e as suas letras dominicais foram C e B (52 semanas), teve início a uma sexta-feira e terminou a um sábado.
| Ano completo                          |
| ------------------------------------- |
| Ano bissexto com início à sexta-feira |

## Eventos

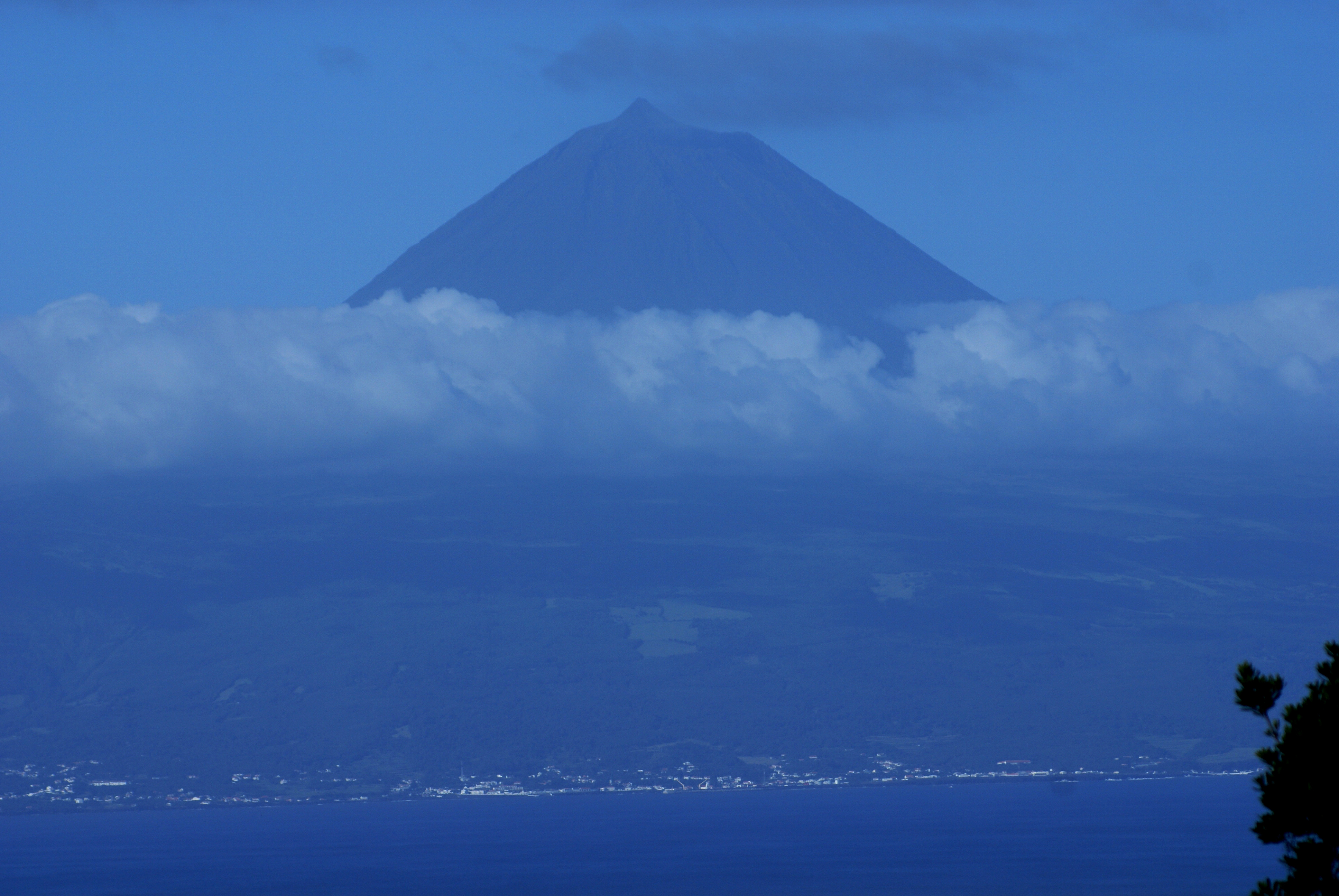
Montanha do Pico vista da Ribeira do Nabo, ilha de São Jorge.

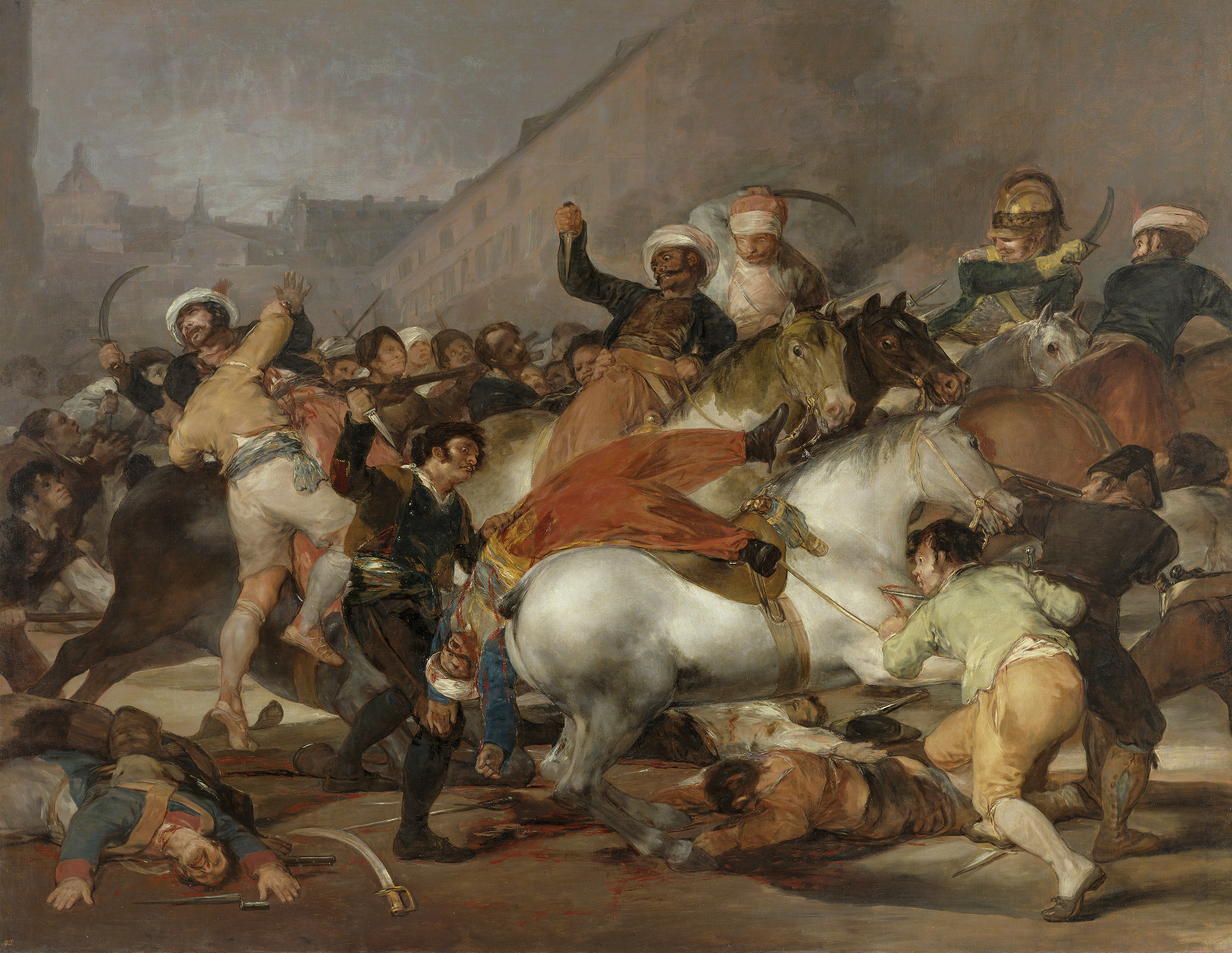
2 de maio de 1808: La carga de los mamelucos, de Francisco de Goya.

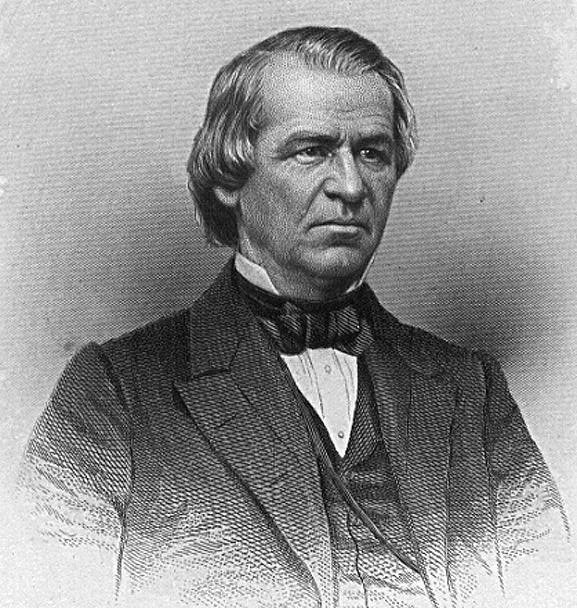
Andrew Johnson.

- Chegada à ilha do Faial, Açores do cônsul americano John Dabney.
- Edificação da Ermida da Senhora da Encarnação da Ribeira do Nabo, Velas, ilha de São Jorge.[1]

### Janeiro
- 22 de janeiro - Invasões Francesas: A família real portuguesa dos Braganças chega ao Brasil, aportando em Salvador, Bahia, concluindo a Fuga de Portugal, invadido pelo exército francês.

### Fevereiro
- 1 de fevereiro - Primeira invasão francesa de Portugal: Decreto do General Junot, declarando aos habitantes do Reino de Portugal que Napoleão tomou Portugal sob o seu protetorado e que a Casa de Bragança deixa de reinar em Portugal. É dissolvido o Conselho de Regência e instaurado o Conselho de Governo de Junot.
- 16 de fevereiro - Invasões Francesas: França invade a Espanha; Pamplona, capital de Navarra, é ocupada pelo exército francês; a ocupação duraria até 1813.
- 18 de fevereiro - Príncipe-regente Dom João Maria de Bragança, governando em nome de sua mãe, a rainha D. Maria I de Portugal (que sofria de doenças mentais), cria a Escola de Cirurgia da Bahia (atual Faculdade de Medicina da Bahia da Universidade Federal da Bahia), primeira escola de medicina do Brasil.
- 26 de fevereiro - A Família Real portuguesa parte de Salvador para o Rio de Janeiro onde se instalariam definitivamente.

### Março
- 8 de março - A família real portuguesa e a sua corte desembarcam no Rio de Janeiro, após deixarem Lisboa devido à invasão napoleônica.
- 11 de março - O Ministério da Marinha no Brasil é criado pelo Príncipe Regente D. João VI. O Visconde de Anadia é nomeado como o primeiro-ministro da Marinha.
- 17 de março - Império Português dá ultimato aos governantes de Buenos Aires. É o começo do conflito pela Província Cisplatina.

### Abril
- 1 de abril - No Rio de Janeiro, o príncipe regente D. João Maria de Bragança (futuro rei D. João VI de Portugal) expede decreto que "revoga o Alvará de 5 de janeiro de 1785", o qual extinguira todas as fábricas e manufaturas de ouro, prata, seda, algodão, linho e lã existentes no Estado do Brasil. Depois do comércio, a liberdade também para a indústria.

### Março
- 7 de março - Chegada da Família Real portuguesa ao Rio de Janeiro.

### Maio
- 1 de maio - Erupção do Vulcão da Urzelina na ilha de São Jorge, Açores.[2]
- Destruição da Igreja de São Mateus da Urzelina pela erupção vulcânica do dia 1 de Maio. O que levou a que em 1822 fosse construído a actual Igreja de São Mateus da Urzelina.[1][3][4]
- 3 de maio - Invasões Francesas: Espanha é ocupada pelos exércitos de Napoleão. A execução de um grupo de revoltosos madrilenses é retratada por Francisco Goya, no quadro "O Três de Maio".
- 10 de maio - Brasil - Criação da Intendência-Geral de Polícia, precursora da Polícia Civil, através de Alvará Régio.
- 13 de maio - Brasil - Dom João VI cria a Imprensa Régia no Rio de Janeiro, sob a iniciativa do Conde de Linhares.

### Junho
- 13 de junho - Fundação do Jardim Botânico do Rio de Janeiro, por decreto do Príncipe regente D. João VI.
- 22 de junho - Dá-se o combate de Padrões da Teixeira, onde um contingente português derrota pela primeira vez em campo de batalha um exército francês, comandado pelo General Loison.

### Agosto
- 21 de agosto - Batalha do Vimeiro da Guerra Peninsular.
- 23 de agosto - A cidade de Porto Alegre é oficialmente criada, desmembrando-se de Viamão.

### Setembro
- 10 de setembro - Começa a circular o primeiro jornal impresso no Brasil: a Gazeta do Rio de Janeiro.

### Outubro
- 12 de outubro - Criação do Banco do Brasil por Dom João VI, sendo o primeiro banco a nascer no Brasil e primeiro no Império Português.
- 16 de outubro - Reconsagração da Sé Catedral de Angra do Heroísmo, ilha Terceira, Açores.

## Nascimentos
- 27 de janeiro – João Caetano, ator e encenador brasileiro (m. 1863).
- 5 de fevereiro – Carl Spitzweg, pintor e poeta alemão. (m. 1885).
- 26 de fevereiro – Honoré Daumier, pintor e caricaturista francês. (m. 1879).
- 13 de abril – Antonio Meucci, inventor italiano (criador do telefone). (m. 1889).
- 20 de junho – Urbano Rattazzi, político italiano (m. 1873).
- 19 de agosto – James Nasmyth, inventor do martelo a vapor (m. 1890).
- 30 de agosto – Ludovica da Baviera, princesa da Baviera (m. 1892).
- 22 de dezembro – Eugênia de Leuchtenberg, princesa de Hohenzollern-Hechingen (m. 1847).
- 28 de dezembro – Andreas Bruce, escritor sueco (m. 1885).
- 29 de dezembro – Andrew Johnson, décimo sétimo presidente dos Estados Unidos da América (m. 1875).

## Mortes
- 13 de março – Cristiano VII da Dinamarca, rei da da Dinamarca e da Noruega de 1766 a 1808 (n. 1749).
- 14 de março – Miguel Caetano Álvares Pereira de Melo, 5. º Duque do Cadaval, e marechal do exército português.

## Por tema
- 1808 no Brasil
- 1808 na ciência
- 1808 no jornalismo
- 1808 na literatura
- 1808 na música